# Saint-Martial-de-Vitaterne
Saint-Martial-de-Vitaterne è un comune francese di 604 abitanti situato nel dipartimento della Charente Marittima nella regione della Nuova Aquitania.

## Società

### Evoluzione demografica
Abitanti censiti